# Feldrik Rivat
Pour les articles homonymes, voir Rivat.
Œuvres principales
- Trilogie Les Kerns de l'Oubli
- Série Les Enquêtes de la 25e Heure

Feldrik Rivat, né le 27 juin 1978 à Thonon-les-Bains, est un écrivain français de roman policier, de fantasy, de fantastique et de science-fiction.

## Biographie
Feldrik Rivat a d'abord étudié le théâtre au Conservatoire de musique, de danse et d'art dramatique du Choletais, avant de poursuivre ses études artistiques à l'école de dessin Émile Cohl à Lyon. À partir de 2002, il étudie l'archéologie à l'Université de Nantes puis à l'Université de Toulouse II. Il a travaillé pendant plusieurs années en archéologie préventive comme responsable d'équipes, tout en exerçant en parallèle le métier de peintre naturaliste pour des revues spécialisées (ex. La Salamandre, La Garance voyageuse), des musées, des parcs naturels régionaux et des associations.
En 2011, Feldrik Rivat publie le premier volume de sa trilogie d'heroic fantasy Les Kerns de l'Oubli - L'Exil aux éditions du Pierregord. La saga raconte l'histoire d'un héros maudit, Erkan, condamné à se réincarner pour réparer une faute commise plusieurs millénaires en arrière. La narration s'effectue à la première personne, par le prisme de personnages différents à chaque chapitre. La trilogie est reprise en 2013 par les éditions de l'Homme Sans Nom, avec la réédition du premier volume, L'Exil, et la parution du deuxième, Les Larmes du Désert. Le dernier volume, Résurrections, paraît en 2014 chez le même éditeur. Les Kerns de l'Oubli ont été sélectionnés pour le prix Révélation des Futuriales en 2014 et ont été salués par la critique. La trilogie est reprise en poche chez J'ai lu : L'Exil et Les Larmes du Désert (2016), Résurrections (2017).
L'auteur a publié trois autres romans : La 25e Heure (2015), Le Chrysanthème noir (2016) et Paris-Capitale (2017) aux éditions de l'Homme Sans Nom. Le premier diptyque est un polar historique et fantastique se déroulant dans le Paris de 1888, à la veille de l'inauguration de la Tour Eiffel. L'inspecteur principal Lacassagne et la jeune recrue Bertillon enquêtent sur la disparition supposée de corps d'hommes célèbres dans les cimetières parisiens. La 25e Heure et Le Chrysanthème noir sont parus en poche chez Libretto en 2018 et 2019, respectivement. Paris-Capitale se déroule vingt ans après le premier diptyque et poursuit l'univers sous la forme d'une uchronie. Paris-Capitale a fait partie de la sélection du Grand Prix de l'Imaginaire 2018. La 25e Heure et ses suites ont été salués par la critique,, notamment par Historia et Solaris. 
Feldrik Rivat reçoit le prix Joël-Champetier de la meilleure nouvelle 2017 pour Le Contrat Antonov-201 qui paraît dans la revue Solaris n° 205 (hiver 2018).
L'auteur est le scénariste d'un diptyque en bande-dessinée : Naissance du Tigre, dans l'univers de La 25e Heure, à paraître en 2020 chez les Humanoïdes Associés.

## Œuvres

### Bandes-dessinées (scénario)
1. Naissance du Tigre, tome 1, les Humanoïdes Associés, 2020  (ISBN 9782731627107)

### Romans

#### SérieLes Kerns de l'Oubli
1. L'Exil, éditions du Pierregord, 2011 ; réédition, éditions de l'Homme Sans Nom, 2013  (ISBN 978-2-918541-09-7) ; réédition, J'ai lu, coll. « Fantasy » no 11374, 2016  (ISBN 978-2-290-12406-2)
2. Les Larmes du désert, éditions de l'Homme Sans Nom, 2013  (ISBN 978-2-918541-11-0) ; réédition, J'ai lu, coll. « Fantasy » no 11454, 2016  (ISBN 978-2-290-12407-9)
3. Résurrections, éditions de l'Homme Sans Nom, 2014  (ISBN 978-2-918541-17-2) ; réédition, J'ai lu, coll. « Fantasy » no 11858, 2017  (ISBN 978-2-290-12408-6)

#### SérieLes Enquêtes de la25eHeure
1. La 25e Heure, éditions de l'Homme Sans Nom, 2015  (ISBN 978-2-918541-20-2) ; réédition, Libretto, 2018  (ISBN 978-2-36914-468-7)
2. Le Chrysanthème noir, éditions de l'Homme Sans Nom, 2016  (ISBN 978-2-918541-27-1) ; réédition, Libretto, 2019  (ISBN 978-2-36914-522-6)
3. Paris-Capitale, éditions de l'Homme Sans Nom, 2017  (ISBN 978-2-918541-60-8)

### Nouvelles
- L'Envol, 2014. Publiée dans l'anthologie Départs, Éditions de l'Homme Sans Nom[14]
- Brumes boréales, 2014. Publiée dans l'anthologie Ex Machina, Elenya « Brumes boréales - Editions de l'ouvrage » sur le site NooSFere (consulté le 9 avril 2017)
- Les Filles de Pélé, 2014. Publiée dans la revue Gandahar no 1 : Les volcans[15]
- Aurores-S, 2015. Publiée dans la revue Gandahar no 4 : Le Juif errant[16]
- Les Voiles de Déméter, 2016. Publiée dans l'anthologie Dimension Sexe, Rivière Blanche[17]
- À l'article des morts, 2016. Publiée dans la revue Gandahar no 7 : L'enfer[18]
- Un Noël sans nom, 2016. Publiée dans l'anthologie Un Noël sans Nom, Éditions de l'Homme Sans Nom[19]
- Le Contrat Antonov-201, 2018. Publiée dans la revue Solaris n° 205. Prix Joël-Champetier 2017[20]
- Et si demain était hier ?, 2019. Co-écrite avec Roznarho, publiée dans l'anthologie Dimension Uchronie 3, Rivière Blanche[21]